# Cocowa Duża
Cocowa Duża (Cecowa Duża, 274 m n.p.m.) – wzgórze w Paśmie Sowińca w Krakowie. Pod względem geograficznym znajduje się w obrębie Pomostu Krakowskiego zaliczanego do makroregionu Bramy Krakowskiej.
Wzgórze położone jest w północno-zachodniej części masywu, na zachodnim krańcu jego głównego grzbietu. Dalej na zachód znajduje się tylko niewybitny pagórek Ukępia (245 m n.p.m.), za którym grzbiet przechodzi w niski garb, zwany Cholerzyńskim Działem, łączący Pasmo Sowińca z głównym grzbietem Garbu Tenczyńskiego. Od wschodu Cocowa Duża sąsiaduje z Prochowódką. Wzgórze jest zwornikiem dla krótkiego, północno-zachodniego grzbietu, zakończonego Cocową Małą. Wierzchołek i zbocza Cocowej Dużej są całkowicie bezleśne i zajęte polami uprawnymi. Wschodnie stoki wzgórza trawersuje ulica Głogowiec.
Przez wzgórze nie prowadzą znakowane szlaki turystyczne. Można się na nie dostać ścieżką od ulicy Głogowiec.